# I liga Strefy Gazy w piłce nożnej
I liga Strefy Gazy w piłce nożnej (ar. الدوري الممتاز الفلسطيني لقطاع غزة) – piłkarskie rozgrywki ligowe na najwyższym szczeblu w Palestynie. Ligę założono w 1984 roku. Jest jedną z dwóch najwyższych klas rozgrywkowych w tym państwie. Drugą jest I liga Zachodniego Brzegu w piłce nożnej. Najwięcej mistrzostw zdobyła drużyna Chadamat Rafah.

## Historia
Pierwsze rozgrywki o mistrzostwo Strefy Gazy rozegrano w sezonie 1984/1985. W nich zwycięstwo odniosła drużyna Al-Ahli Gaza. W dwóch kolejnych edycjach zwycięstwo odnosiła drużyna Chadamat asz-Szati. W latach 2007–2010 nie prowadzono rozgrywek o mistrzostwo Strefy Gazy. Powrócono do nich na sezon 2010/2011, a ich zwycięzcą został zespół Szabab Chan Junus. Rozgrywki 2023/2024 zostały przerwane po szóstej kolejce ze względu na konflikt zbrojny między Palestyną a Izraelem.

## Drużyny w sezonie 2023/2024
| Uczestnicy edycji 2023/2024 | Uczestnicy edycji 2023/2024 | Uczestnicy edycji 2023/2024 |
| Poz.                        | Drużyna                     | Miejscowość                 |
| --------------------------- | --------------------------- | --------------------------- |
| 1.                          | Al-Ittihad Szudża’ijja      | Szudża’ijja                 |
| 2.                          | Chadamat Rafah              | Rafah                       |
| 3.                          | Al-Ittihad Chan Junus       | Chan Junus                  |
| 4.                          | Chadamat asz-Szati          | Muchajjam asz-Szati         |
| 5.                          | Szabab Rafah                | Rafah                       |
| 6.                          | Szabab Dżabalija            | Dżabalija                   |
| 7.                          | Al-Ahli Gaza                | Gaza                        |
| 8.                          | Szabab Chan Junus           | Chan Junus                  |
| 9.                          | Al-Sadaqa                   | Rafah                       |
| 10.                         | Gaza SC                     | Gaza                        |
| 11.                         | Ittihad Bajt Hanun          | Bajt Hanun                  |
| 12.                         | Al-Hilal Gaza               | Gaza                        |

Źródło:

## Mistrzowie ligi
Mistrzowie I liga Strefy Gazy:
- 1984/85: Al-Ahli Gaza
- 1985/86: Chadamat asz-Szati
- 1986/87: Chadamat asz-Szati
- 1987–95: nieznani
- 1995/96: Chadamat Rafah
- 1996/97: nieznany
- 1997/98: Chadamat Rafah
- 1998–05: nieznani
- 2005/06: Chadamat Rafah
- 2007–10: nie rozgrywano
- 2010/11: Szabab Chan Junus
- 2011/12: nieznany
- 2012/13: Szabab Rafah
- 2013/14: Szabab Rafah
- 2014/15: Al-Ittihad Szudża’ijja
- 2015/16: Chadamat Rafah
- 2016/17: Al-Sadaqa
- 2017/18: Szabab Chan Junus
- 2018/19: Chadamat Rafah
- 2019/20: Chadamat Rafah
- 2020/21: Szabab Rafah
- 2021/22: Szabab Rafah
- 2022/23: Chadamat Rafah
- 2023/24: rozgrywki przerwane

## Statystyki

### Tabela medalowa
Mistrzostwo Strefy Gazy zostało do tej pory zdobyte przez 7 różnych drużyn.
Stan po sezonie 2022/2023.
| Klub                   | Liczba tytułów |
| ---------------------- | -------------- |
| Chadamat Rafah         | 7              |
| Szabab Rafah           | 4              |
| Chadamat asz-Szati     | 2              |
| Szabab Chan Junus      | 2              |
| Al-Ahli Gaza           | 1              |
| Al-Ittihad Szudża’ijja | 1              |
| Al-Sadaqa              | 1              |